# Richard Schuil
Richard Schuil (Leeuwarden, 2 de mayo de 1973) es un deportista neerlandés que compitió en voleibol, en las modalidades de sala y playa.
Participó en cinco Juegos Olímpicos de Verano, entre los años 1996 y 2012, obteniendo una medalla de oro en Atlanta 1996, en el torneo masculino de voleibol, y ocupando el quinto lugar en Sídney 2000 (voleibol), el noveno en Atenas 2004 (voleibol), el quinto en Pekín 2008 (vóley playa) y el cuarto en Londres 2012 (voleibol).
Ganó una medalla de oro en el Campeonato Europeo de Voleibol Masculino de 1997 y cinco medallas en el Campeonato Europeo de Vóley Playa entre los años 2007 y 2011.

## Palmarés internacional

### Voleibol
| Juegos Olímpicos   | Juegos Olímpicos         | Juegos Olímpicos | Juegos Olímpicos |
| Año                | Lugar                    | Medalla          | Pareja           |
| ------------------ | ------------------------ | ---------------- | ---------------- |
| 1996               | Atlanta (Estados Unidos) | Medalla de oro   | Torneo masculino |
| Campeonato Europeo |                          |                  |                  |
| Año                | Lugar                    | Medalla          | Pareja           |
| 1997               | Países Bajos             | Medalla de oro   | Torneo masculino |

### Vóley playa
| Campeonato Europeo | Campeonato Europeo     | Campeonato Europeo | Campeonato Europeo |
| Año                | Lugar                  | Medalla            | Pareja             |
| ------------------ | ---------------------- | ------------------ | ------------------ |
| 2007               | Valencia (España)      | Medalla de plata   | Reinder Nummerdor  |
| 2008               | Hamburgo (Alemania)    | Medalla de oro     | Reinder Nummerdor  |
| 2009               | Sochi (Rusia)          | Medalla de oro     | Reinder Nummerdor  |
| 2010               | Berlín (Alemania)      | Medalla de oro     | Reinder Nummerdor  |
| 2011               | Kristiansand (Noruega) | Medalla de bronce  | Reinder Nummerdor  |